# Earl Thomson
Earl Thomson (Canadá, 15 de febrero de 1895-19 de mayo de 1971) fue un atleta canadiense, especialista en la prueba de 110 m vallas en la que llegó a ser campeón olímpico en 1920.

## Carrera deportiva
En los JJ. OO. de Amberes 1920 ganó la medalla de oro en los 110 m vallas, con un tiempo de 14.8 segundos que fue récord del mundo, superando a los estadounidenses Harold Barron y Frederick Murray (bronce con 15.2 segundos).